# حركة الإصلاح (المالديف)
حركة إصلاح جزر المالديف (بالديفهية: މޯލްޑިވްސް ރިފޯމް މޫވްމެންޓް) هو حزب سياسي في جزر المالديف تأسس رسميًا في 20 نوفمبر 2019. صرحت مفوضية الانتخابات بالتشكيل في 2 أكتوبر 2019. تم إنشاء الحزب من قبل يُمنى مأمون والرئيس السابق مأمون عبد القيوم بعد خلافات مع عبد الله يمين حول اتجاه الحزب التقدمي في جزر المالديف.

## تاريخ
حركة الإصلاح هو الحزب السياسي الثالث الذي أنشأه عبد القيوم، والذي كان منذ تأسيسه رئيسًا لأطول مدة في آسيا حتى في منصبه. أسس حزب الشعب الديفهي في عام 2005 بعد منح موافقته تقنين الأحزاب السياسية في جزر المالديف. أدت خلافاته مع زعيم الحزب في ذلك الوقت، أحمد ثاسمين علي، إلى تركه وتأسيس الحزب التقدمي في جزر المالديف في أكتوبر 2011. ومع ذلك، ترك مأمون حزب المؤتمر الشعبي في عام 2017 بسبب خلاف حول قيادته مع أخيه غير الشقيق المنفصل عنه، الرئيس السابق عبد الله يمين.
أقيمت مهمة تشكيل الحزب في 7 نوفمبر 2019 حيث تم تعيين الرئيس السابق مأمون كرئيس للحزب. تلقت حركة إصلاح جزر المالديف شهادة التسجيل الرسمية لدى لجنة الانتخابات في 20 نوفمبر 2019.